# HMS Medusa
Le HMS Medusa (ex HDML 1387)) est un Motor Launch britannique de défense portuaire, construit en 1943, connu sous le nom anglais de Harbour Defence Motor Launch (en) (HDML). Il est le dernier à être resté dans sa configuration militaire originale. Détenu depuis par le The Medusa Trust il est basé au port de Gosport.
Ce bâtiment est inscrit au registre du National Historic Ships  et il est aussi l'un des nombreux bateaux de la National Historic Fleet.

## Histoire
Le HDML 1387 est un des 480 HDML construits durant la Seconde Guerre mondiale. Il a été réalisé en 1943 à Poole par le chantier R A Newman & Sons Ltd.
En mai 1944, désigné comme "HDML 1387", il a participé aux exercices de débarquement conduits par les forces de l'US Navy à Slapton Sands dans le Devon. Lors du débarquement de Normandie il a guidé les barges de débarquements sur Omaha Beach à travers les champs de mines. Puis il a servi de patrouilleur sur les côtes hollandaises. Il a été le premier navire allié à entrer au port d'Amsterdam.
Après la guerre, il a été réaménagé au chantier William Osborne de Littlehampton dans le Sussex et rebaptisé FDB 76 (Fast Despatch Boat) pour devenir un navire de formation à la division navale de l'Université de Cardiff en 1946. Il a ensuite été transféré à la Severn Division de la Royal Naval Reserve en 1947 puis à celle de Lodres en 1949 et rebaptisé SDML 3516 (en anglais : Seaward Defence Motor Launch.
En 1952, il a servi de navire de relevé hydrographique et est rebaptisé HMS Medusa en 1961 avec l'immatriculation A353. Mis hors service en 1965, le navire devait être détruit à Davenport. Il a été vendu par la Royal Navy en 1968, déplacé à Portland et utilisé comme yacht privé.
Une restauration a été faite dès 1972 sur la coque et la superstructure. Le navire a été transféré à Gosport pour faire partie du Musée des Forces côtières. Le HMS Medusa a participé au 50e anniversaire du D-Day en visitant Omaha Beach et Juno. En 1997, il est affrété à Southampton par le Maritime Volunteer Service (en) et participe à la revue navale du 200e anniversaire de la bataille De Trafalgar, puis elle est mise sous la responsabilité de The Medusa Trust.
En 2005, une rénovation majeure est financée par une subvention de la Heritage Lottery Fund. Le travail a été effectué conjointement avec l'Atelier Maritime de Gosport et un groupe de jeunes constructeurs afin d'apprendre et de pratiquer les techniques traditionnelles de construction navale.
HMS Medusa a été relancé le 1er mars 2010 et a reçu, lors d'une cérémonie à laquelle a assisté la Princesse Royale, le 21 octobre 2010 la Red Ensign.